# スタニスラフ・ティリッヒ

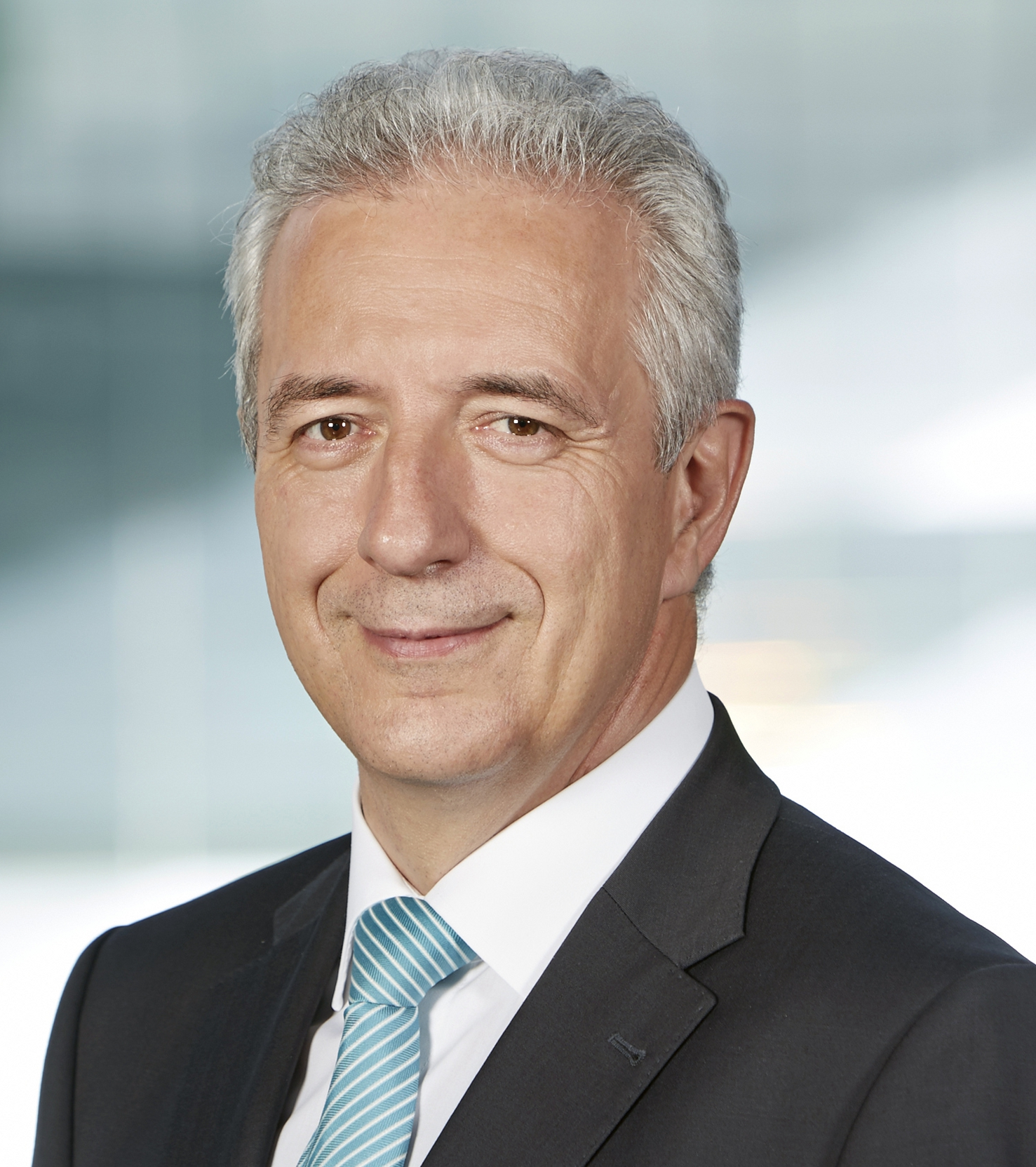
ティリッヒ（2013年）

スタニスラフ・ルディ・ティリッヒ（ドイツ語：Stanislaw Rudi Tillich、ソルブ語：Stanisław Tilich：スタニスワフ・ティリッヒ）、1959年4月10日 - ）は、ドイツの政治家。所属政党はドイツキリスト教民主同盟（CDU）。2008年より2017年までザクセン州首相を務めた。ドイツ東部の少数民族ソルブ人の出身である。

## 来歴

### 東ドイツ時代
ドイツ民主共和国（東ドイツ）のドレスデン県ノイフェルデル（ソルブ語ではノヴァ・ヴィェスカ）に、カトリック教徒のソルブ人の家庭に生まれる。父親はドイツ社会主義統一党（SED）党員で地域指導者を務め、ソルブ人団体で活動していた。ソルブ人高校で学んで1977年にアビトゥーアに合格後、国境警備隊で兵役義務を済ませた。その後ドレスデン工科大学で学び、工学の学位を得た。1984年からカメンツの電機企業で技師として働き始める。1987年10月から1989年5月まで、カメンツ郡委員会に勤務し、1989年5月からは郡委員長代行を務め。通商・配給を担当する。1989年から1995年までは中規模企業を経営していた。
1987年、自己の希望によりSEDの衛星政党である東ドイツのキリスト教民主同盟（CDU）に入党。1987年1月から1989年3月まで、バーベルスベルクにあるSEDの幹部養成学校である国家・法学アカデミーで学ぶ。のちにティリッヒ自身はこの学校を「数多くあったマルクス・レーニン主義講座の一つに過ぎない」と説明し、その思想を必ずしも支持していたわけではなかったと述べている。ティリッヒにはシュタージ（国家保安省）から接触があったが、いずれも断ったという。

### ドイツ再統一後
1989年にCDU地区代表委員に就任し、1990年には同党の全ドイツ（東ドイツ）地区代表委員に選出された。さらに1990年3月に最初で最後の自由選挙で人民議会議員に選出された。ドイツ再統一により人民議会が解散されると、1994年まで欧州議会オブザーバーを務めた。第4期欧州議会ではドイツ代表として選出され、財務委員会副委員長や欧州連合財務報告副委員長を務めた。また1992年から1999年まで同議会で欧州人民党執行部に属した。
1999年、ザクセン州首相クルト・ビーデンコップフの内閣に連邦・欧州案件担当大臣として招聘された。2002年にはビーデンコップフ内閣の後任に選出されたゲオルク・ミルブラット内閣に州首相長官として入閣し、2004年からはザクセン州環境・農業大臣に転じた。在任中は2002年のエルベ川大洪水を受けてのエルベ川治水事業に取り組んだ。2004年にはザクセン州議会議員に初当選した。2007年、ザクセン州立銀行の経営危機問題で辞任したホルスト・メッツの後任としてザクセン州財務相に転じ、ミルブラットの側近としてザクセン州立銀行をめぐる交渉に従事した。2007年12月にザクセン州立銀行は州議会の承認を得ないままバーデン＝ヴュルテンベルク州立銀行に売却されたが、のちの2009年8月にザクセン州憲法裁判所にこの売却は憲法違反との判決を受けた。

### ザクセン州首相
2008年4月、州立銀行をめぐる不祥事の責任を取って辞任を表明したミルブラットは、後任にティリッヒを指名し、ティリッヒは5月にCDUのザクセン州代表、さらにザクセン州首相に選出された。就任直後の2008年6月にローマ教皇ベネディクト16世に拝謁し、東ドイツ訪問に招待した。2008年11月、ティリッヒが出版した自叙伝において、旧東ドイツ時代に体制側で果たした役割が過小に記述されているという批判が起きた。ザクセン州首相府は「デア・シュピーゲル」誌の取材に対して、ティリッヒの履歴書の供与を拒否した。
2009年8月に行われた州議会選挙では、ティリッヒ率いるCDUが得票率40.2％、連立相手の自由民主党（FDP）が10％を得たため、再選を果たした。2014年8月の州議会選挙では第一党の座を守ったものの、連立相手のFDPが議席を失った。新たに州議会に進出したAfDとの連立を拒絶し、また緑の党には連立協議を拒絶されたため、社会民主党と連立して組閣した。2017年10月18日、年内で州首相を退任して後進に譲る意向を発表した。12月13日にミヒャエル・クレッチマーが後継の州首相に就任。

## 人物
ティリッヒは高地ソルブ語とドイツ語のほか、英語、フランス語、チェコ語、ポーランド語を話すことができる。またロシア語とイタリア語にも通じている。
妻との間に2児。